# ダイナソア
『ダイナソア』（DINOSAUR）は、日本ファルコムが1990年にPC-8801向けに発売した3DRPG。後にPC-9801やFM TOWNSへ移植され、2002年にはMicrosoft Windows 98/2000/Me/XP/Vista対応のリメイク版『ダイナソア 〜リザレクション〜』（以下、『ダイナソアR』）が発売された。

## 概要
一人称視点の3DRPGである。ゲームスタート時は主人公のアッシュしか登場しないが、途中で出会う仲間と旅を共にすることになり、最大で5人パーティとなる。ゲーム中の敵とのエンカウント率はきわめて高く、頻繁に戦闘が発生する。
『ダイナソアR』ではエンカウント率が修正されたほか、一部を除き誤字脱字、文章表現の変更、オートマッピングの採用などが行われている。グラフィックスは表示色や解像度に合わせて描き直されたほか、Direct3Dに対応することにより、魔法などのエフェクト強化並びにマップ表示などの処理が、ポリゴン描画によるスムーズな動作となった。
デフォルメされたキャラクターが画面を動き回るようなものが多かった当時のファルコム作品とは違う、ダーク・ファンタジー色が強く硬派なイメージを売りにしたシリアス路線のRPGである。
プロジェクトEGGではPC-8801mkIISR版およびPC-9801版が、Nintendo SwitchのEGGコンソールではPC-8801mkIISR版が配信されている。

## 制作スタッフ

### PC88オリジナル版
- ゲームデザイン：富一成
- プログラミング：富一成
- シナリオ：竹林令子、富一成
- プレイヤーカードデザイン：高橋哲哉、田中久仁彦
- モンスターカードデザイン:佐藤善美、松室剛、高橋哲哉、田中久仁彦
- ミュージックコンポーズ：石川三恵子、川合将明
- マップグラフィック：大浦孝浩、高橋哲哉
- マップデザイン：竹林令子、富一成
- ビジュアル・グラフィック：横田幸次、高橋哲哉、田中久仁彦、大浦孝浩
- プロデュース：加藤正幸

### Windows版
- PROGRAMMING：西谷秀司
- SCENARIO ARRANGEMENT：佐藤広隆
- ART and GRAPHICS：中村啓、伊藤俊輔、辰尾奈央、森井雄介、伊藤慎一、山中綾子、田中英登、田村いずみ
- MUSIC：Sound Team jdk（園田隼人、石橋渡、松村弘和、服部麻衣子）
- QUALITY ASSURANCE：福谷洋一、吉村友彰、竹入久喜、近藤季洋
- DOCUMENTATIONS and PUBLICITY：稲屋秀文、星野淳史、村上文郁
- COORDINATE：村上星児
- DIRECTOR：草野孝之、石川三恵子
- SUPERVISOR：山崎伸治
- PRODUCER：加藤正幸

## ストーリー
本作では魔王を倒したり、平和を取り戻すといった王道的なストーリーは存在しない。後述するパーティキャラクターのそれぞれがさまざまな想いや信念のもと、ある力によって無意識にザムハンの地に呼び寄せられ、旅を共にする。
また、本作にはパーティメンバーが一部異なる裏シナリオと呼ばれる別モードが導入されており、序盤の冒険中に特定の行動をすると入れる（『ダイナソアR』ではこの方法以外に、一度ゲームをクリアした状態で、再度新規にゲームを開始すると発生するイベントで選択できる）。裏シナリオといっても基本的な冒険の流れは表シナリオと一緒であるが、表シナリオでは戦うことのないキャラクターと戦闘になったり、言葉の言い回しが大幅に変わったり（基本的にブラックな言い回しが多い）、発生するイベントの解決方法が若干変わったりしている。
『ダイナソアR』では第三のエンディングが追加されており、裏シナリオで条件を満たせば見られるようになっている。これは闇シナリオと呼ばれて難易度もさらに高く、ラストボスにアッシュのみで挑まなければならないようになっている（ただし、システムの裏を突けばアッシュのみで戦う必要はなく、戦闘不能が鍵となる）。

## システム

### バトル
戦闘は、フィールド上やダンジョン内での冒険中に敵とエンカウントすることにより、開始される。また、イベント（ボス戦など）で強制的に開始される場合もある。
コマンド選択方式となっており、入力コマンドに従って敵を攻撃する一方、仲間を補助したり回復したりしながら進めていく。この時、コマンドは即座に反映される。戦闘画面は味方も敵もタロットカード調のグラフィックで表され、特に敵側はそのフォーメーションもカード配置によって分かりやすくなっている。HP（ヒットポイント）のほかにTP（テクニカルポイント）というパラメータがあり、これを消費することによって魔法・歌・剣技といった技能を使うことができる。各キャラクターは敵を倒すことで経験値を獲得し、ある一定の値を超えるとレベルアップする。
味方側のフォーメーションについては前列・中列・後列の3列制となっており、任意の箇所に配置可能。
モンスターのカードはその宝玉/背景の色によってモンスターの属性を表しており、赤/赤は土、黄/黄緑は火、青/薄青緑は水、黒/水色はアンデッド、水色/薄紫は無属性を表している。モンスターの属性により、効果的な対処方法が異なってくる。

### 技能
技能には以下の種類がある。
- 剣 (Sword)
- 魔法 (Magic)
- 僧魔法 (Priest Magic)
- 歌 (Song)
- 拳 (Fighting)

また、『ダイナソアR』で以下の2種類が追加された。
- 弓 (Bow)
- 罠 (Trap)

パーティキャラクターはキャラクターレベルのほか、各技術ごとに技能レベルを持っている。技能レベルの上昇は各技術に適した行動をすることによってポイントが溜まり、この値が100を超えると技能レベルが1上がる。一定を超えると、それに応じた剣技や魔法を覚えることができる。技能レベルを向上させるためのポイントは、剣・拳・弓（『R』のみ）であれば敵を倒すごとに、魔法・僧魔法・歌・罠（『R』のみ）については技能を使用するごとに蓄積し、一定値に達すると技能レベルが向上する。技能レベルは24が最大となっている。
ただし、各キャラクターごとに習得できる技術は決まっており、習得できない技術に対していかに適した行動をしても、その技能ポイントを獲得することはできない。

### 技能継承
キャラクター甲の技能レベルが10を超え、かつキャラクター乙の特定のパラメータが規定値を満たしている場合に宿屋に泊まると、甲が乙へ技能を伝授する、技能継承イベントが発生する。甲も乙も、発生する可能性のあるキャラクターはあらかじめ固定されている。
一例としては、生粋の戦士（傭兵）であるアッシュはヒースのSTRが20に達すると剣の技能を伝授できるようになり、盗賊であるワッツはアッシュとヒースのDEXが20に達すると罠の技能を伝授することができるようになる。また、吟遊詩人であるヒースは初期から所持している技能のほか、4つもの技能を新たに持てる可能性を持っている（ただし、技能の成長には相応の時間を要することから、すべての技能についてレベルを向上させるというわけにもいかない）。なお、裏シナリオでは登場キャラクターも違うので、技能継承についても新たな基準が設けられている。具体的には後述の登場キャラクターのセクションを参照。

### 休息
このゲームでは任意の場所で休息をとることが可能であり（戦闘時は除く）、エンターキーを押下するごとにHPおよびTPが回復する。ただし、休息時に敵とエンカウントする場合もある。エンカウント率はパーティの位置によって異なり、壁に囲まれている場所ほど低くなる。

## 登場キャラクター

### 両シナリオ共通
アッシュ (Ash)
このゲームの主人公。オーソドックスな戦士タイプのキャラクターである。男性。
様々な戦場で激しい戦いを経験し潜り抜けてきた、腕の立つ傭兵である。しかし、「自分が味方した軍は必ず敗北する」「どんなに凄惨な戦争であっても、自分だけは必ず生還する」という呪われた運命を持つ。それゆえ、「灰を撒くもの = ASH = 死神アッシュ」の異名で呼ばれるようになってしまった。本名は別にあるが、ずっと異名で呼ばれる内に忘れてしまったらしい。
使用可能な技術は剣のみだが、育成次第では魔法、拳と一部の僧魔法が使用可能になる。その境遇からか、LUK（運）のパラメータが低く設定されており、モンスターからの逃走などにハンデを持つ。
ヒース (Heath)
リュートを奏で、その詩の力で時には敵を攻撃し、時には味方に様々な恩恵を与える、吟遊詩人タイプのキャラクターである。男性。
普段はやや気弱ではあるが人当たりは良く、有事の際には意見を言うだけの勇気も持っている。人々に幸せをもたらすという、とある失われた歌を探すために旅に出た。蜘蛛を嫌っており、見るだけで恐怖する。
使用可能な技術は歌のみだが、『ダイナソアR』では弓が追加されている。また、育成次第では剣・一部の魔法・一部の僧魔法も使用可能になる。

### 表シナリオ
オルリック (Orlic)
僧魔法を扱うだけでなく、体術にも秀でている。僧侶と格闘家を足したようなキャラクターである。男性。
かつては非常に信仰深い僧侶であった。同時に融通の利かない面があり、貧しいものからも容赦なく寄付金を取り立てては、「それが神のため」と思っていた。ある日、自分の一人娘が病にかかった折に治癒を信じて神に祈り続けたが、想いが届くことはなかった。それを境に「今まで行ってきた過ちを償う」ことと「信仰する神の奇跡を得る」ことを求め、旅に出た。
使用可能な技術は拳と僧魔法。
エリス (Elis)
清く美しい外見を持ちながらも、主に攻撃的な魔法を操る、魔法使いタイプのキャラクターである。女性。
精霊と関わりを持ち、その力を借りた精霊魔法を得意とする。しかし、ある日を境に精霊たちの姿を見ることができなくなり、その理由を突き止めるために旅に出た。
使用可能な技術は魔法のみだが、育成次第では一部の僧魔法が使用可能になる。
ワッツ (Wazz)
ナイフの扱いに長けるうえ、宝箱に仕掛けられた罠を外す技術を持った、盗賊タイプのキャラクターである。男性。
かつてとある魔法使いの家に忍び込み、大切にしている宝を盗み出したが、その魔法使いの怒りを買い、呪いを掛けられてしまった。満月の夜や近くに魔力が作用しているときには、その呪いに身体を蝕まれる。
使用可能な技術は剣のみだが、『ダイナソアR』では罠が追加されている。

### 裏シナリオ
ランディ (Landy)
表シナリオのエリスよりもさらに攻撃的な魔法を得意とする、魔法使いタイプのキャラクターである。男性。
美しい外見を持ついわゆる美男子であるが、外見とは対照的に口が悪く、美女と見れば見境なく口説きにかかるほど女癖も悪い。その女好きは徹底しており、見た目が幼くても将来美女になると思えばストレートな言葉を発する。一方で実力は高く、非常に心強い味方となる。ルオンのことは一方的に嫌っている。
使用可能な技術は魔法。エリスとは異なり、召喚系の魔法は無く直接攻撃が主体である。
ルオン (Ruon)
僧魔法を扱う僧侶タイプのキャラクターであるが、信仰している神はいわゆる暗黒神に近いもので、表シナリオのオルリックより攻撃的な魔法が多い。男性。
口調は非常に丁寧であるが、そのすべてに皮肉や毒舌が入り混じっている。
使用可能な技術は僧魔法。オルリックとは異なり攻撃主体であり、回復には乏しい。
ヒルダ (Hilda)
ワッツ同様、シーフタイプのキャラクターである。女性。
明るく、宝のこと以外は基本的に頭の中に無い。ただ、かつて悔やんでも悔やみきれない傷を負っており、そのことに常に苦しめられている。
使用可能な技術は剣のみだが、『ダイナソアR』では罠と弓が追加されている。
裏シナリオにはオルリックが登場しないため、拳の技術が存在しない。